# گوش‌قارچ‌سانان
گوش‌قارچ‌سانان (نام علمی: Auriculariales) نام یک راسته از رده کلاه‌قارچان است.

## نگارخانه

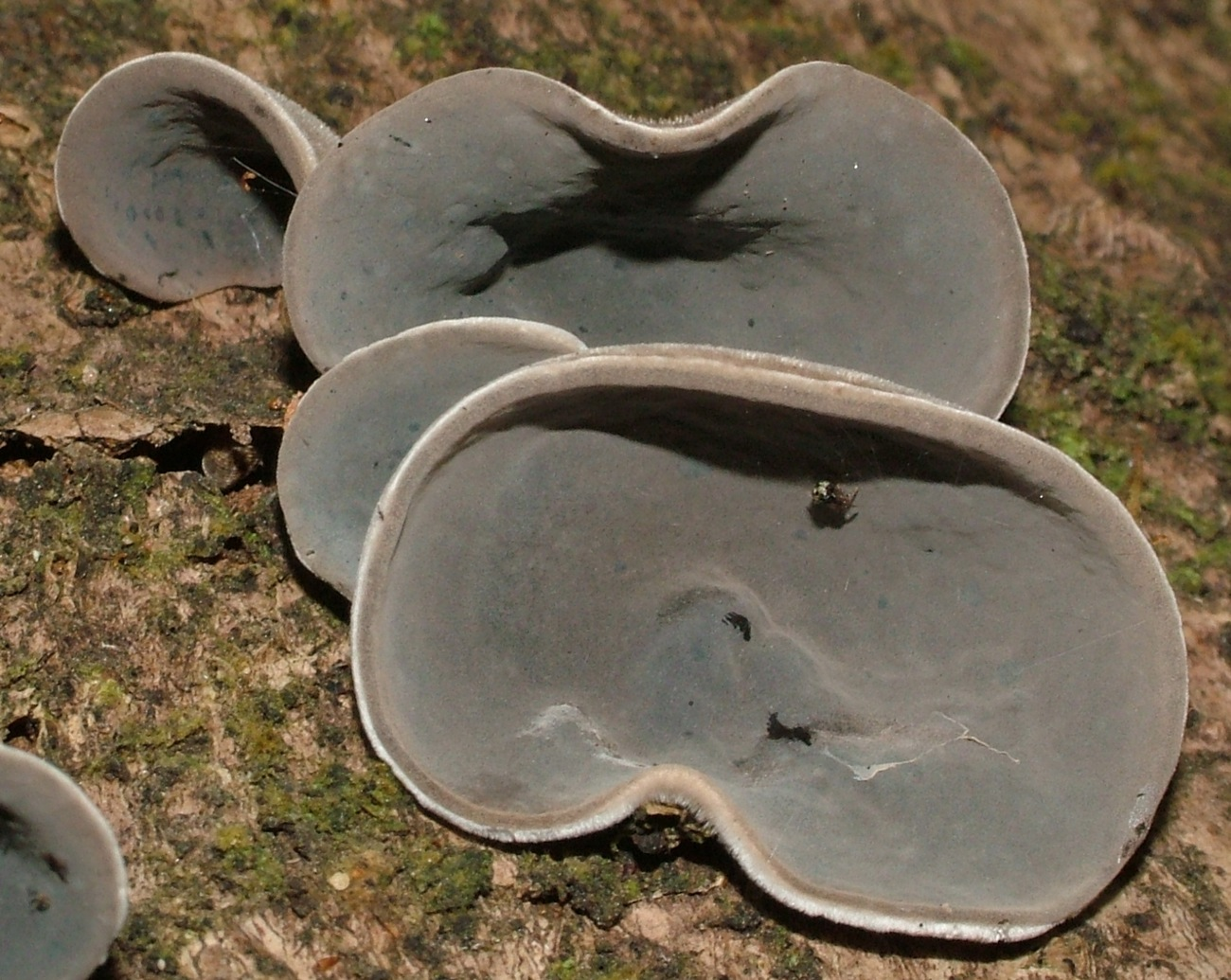
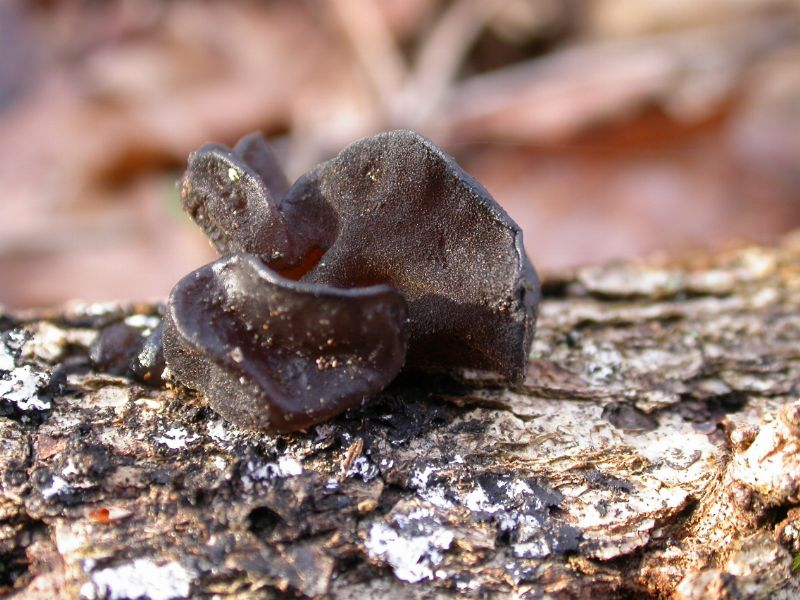
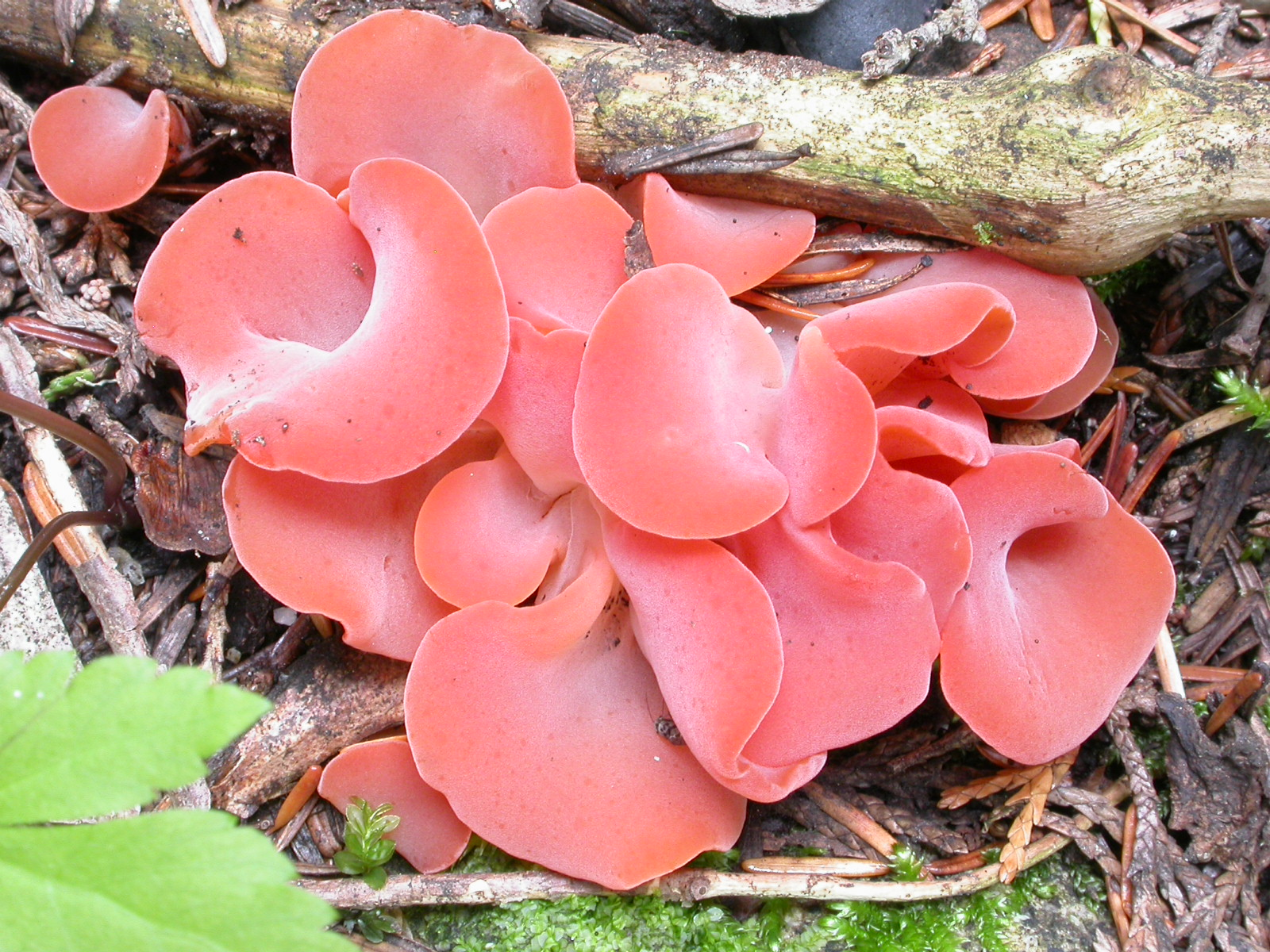
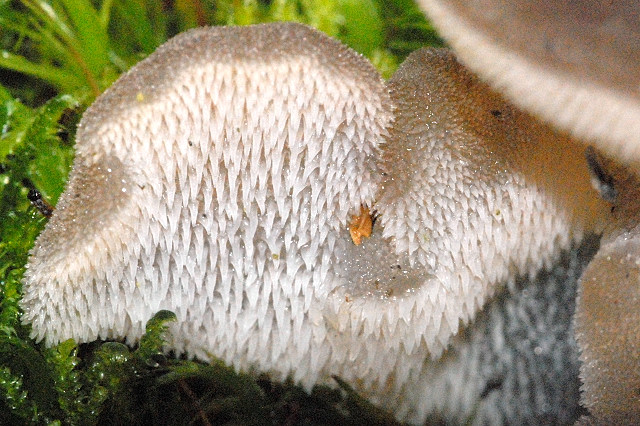